# Podstawa chmur
Podstawa chmur – najniższa wysokość widzialnej części chmury. Podstawa chmur jest podawana w metrach, stopach (ponad powierzchnią ziemi), lub podawane jest ciśnienie, na którym znajduje się podstawa chmury.

## Pomiary
Pomiary podstawy chmur można dokonać na kilka sposobów. Jednym z nich jest obecnie ceilometr, który wysyła impuls promieniowania elektromagnetycznego z lasera (zwykle podczerwień np. dioda laserowa), które odbija się od podstawy chmur (kropli wody i/lub kryształków lodu) i powraca do detektora. Inne instrumenty zazwyczaj używają technik pasywnej teledetekcji jak obrazowanie trójwymiarowe (dalmierz). Czasami podstawa chmur jest oceniana przez synoptyka.

## Pogoda i klimat
Podstawa chmur dolnych jest często dobrze zdefiniowana przez rozkład temperatury i ciśnienia z wysokością podczas gdy wierzchołki chmur zależą też od lokalnej konwekcji.
Chmury wpływają na promieniowanie cieplne w atmosferze przez bardzo silną absorpcję i wypromieniowanie w tych długościach fal. Wobec tego podstawa chmur wpływa na bilans energetyczny ziemi i atmosfery ponieważ wypromieniowanie następuje w lokalnej temperaturze na danej wysokości: czym niższa jest podstawa chmur tym większa emisja promieniowania bo temperatura podstawy chmur jest wtedy wyższa.
Podstawa chmur jest ważnym parametrem w meteorologii lotniczej i określa czy lot jest (może być) dokonywany z przepisami dla lotów wg wskazań przyrządów czy lotów z przepisami VFR.